# Glypta confusa
Glypta confusa là một loài tò vò trong họ Ichneumonidae.